# Amphicar 770

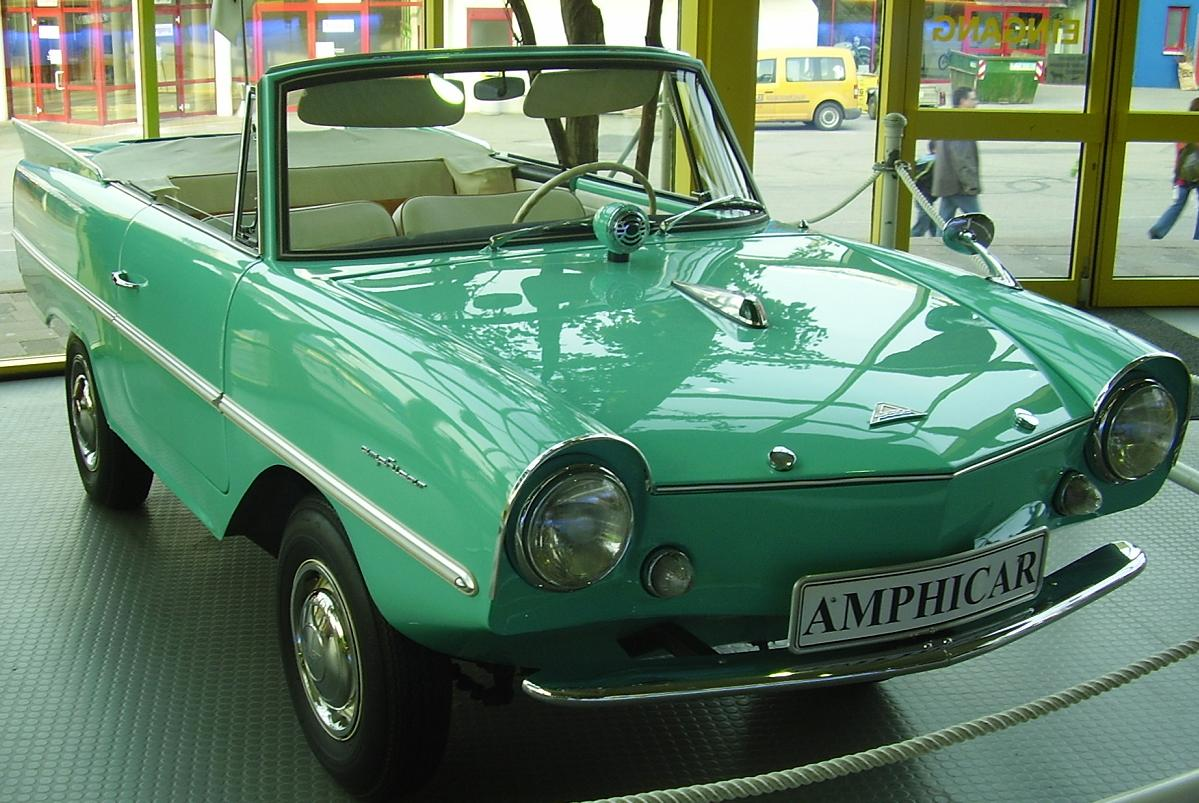
Voorkant van de Amphicar

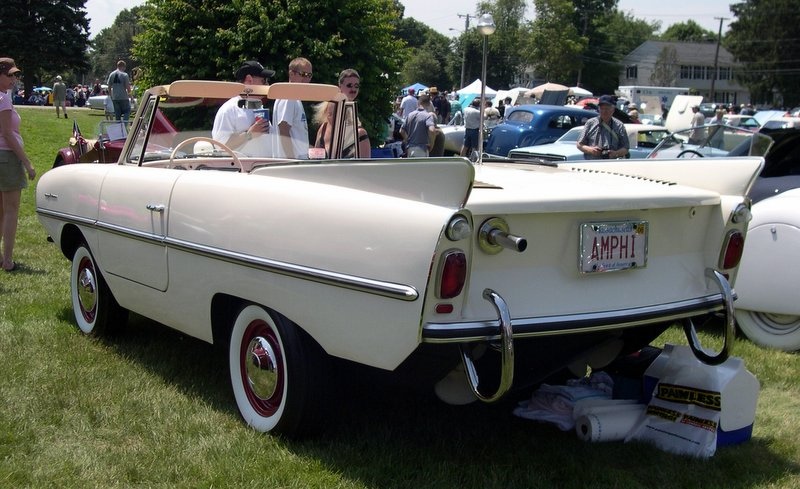
Achterkant van de Amphicar

De Amphicar (geïntroduceerd als Eurocar) was het levenswerk van de auto-ontwerper Hans Trippel (1908-2001), die zich tot op hoge leeftijd bezighield met het maken van amfibievoertuigen. De Amphicar 770 is de enige amfibieauto die in serie is gemaakt voor particulier gebruik. De auto had een motor van Triumph uit Engeland en een versnellingsbak van Hermes.
De auto werd geassembleerd in West-Berlijn en Lübeck en was verkrijgbaar in vier kleuren. Tussen 1961 en 1968 werden 3878 exemplaren geproduceerd.
De verkoop viel tegen, onder meer door de hoge prijs van ruim 10.000 Duitse mark. Ook was de Amphicar geen comfortabele auto en waren de prestaties matig, met een topsnelheid van 105 km/h op het land en 12 km/h op het water. Bij gebrek aan een roer moest er met de voorwielen gestuurd worden, zodat de boot niet erg wendbaar was. Daarnaast was de auto niet absoluut waterdicht en vergde een tochtje op het water veel onderhoud. Toch wist een Amphicar in 1962 het Kanaal over te steken.
In 1967 overleed een van de belangrijkste investeerders, en toen in 1968 de Amerikaanse wetgeving strenger werd gemaakt, viel het doek.
De auto werd in Nederland en Vlaanderen bekend door zijn optreden in de BRT-jeugdserie Kapitein Zeppos. Later ook in Nederland bij een aflevering van Bassie en Adriaan: “de verdwenen kroon”.
Hij komt ook voor in de Avengers (de Wrekers), 4de seizoen,  5de aflevering Castle De'ath.

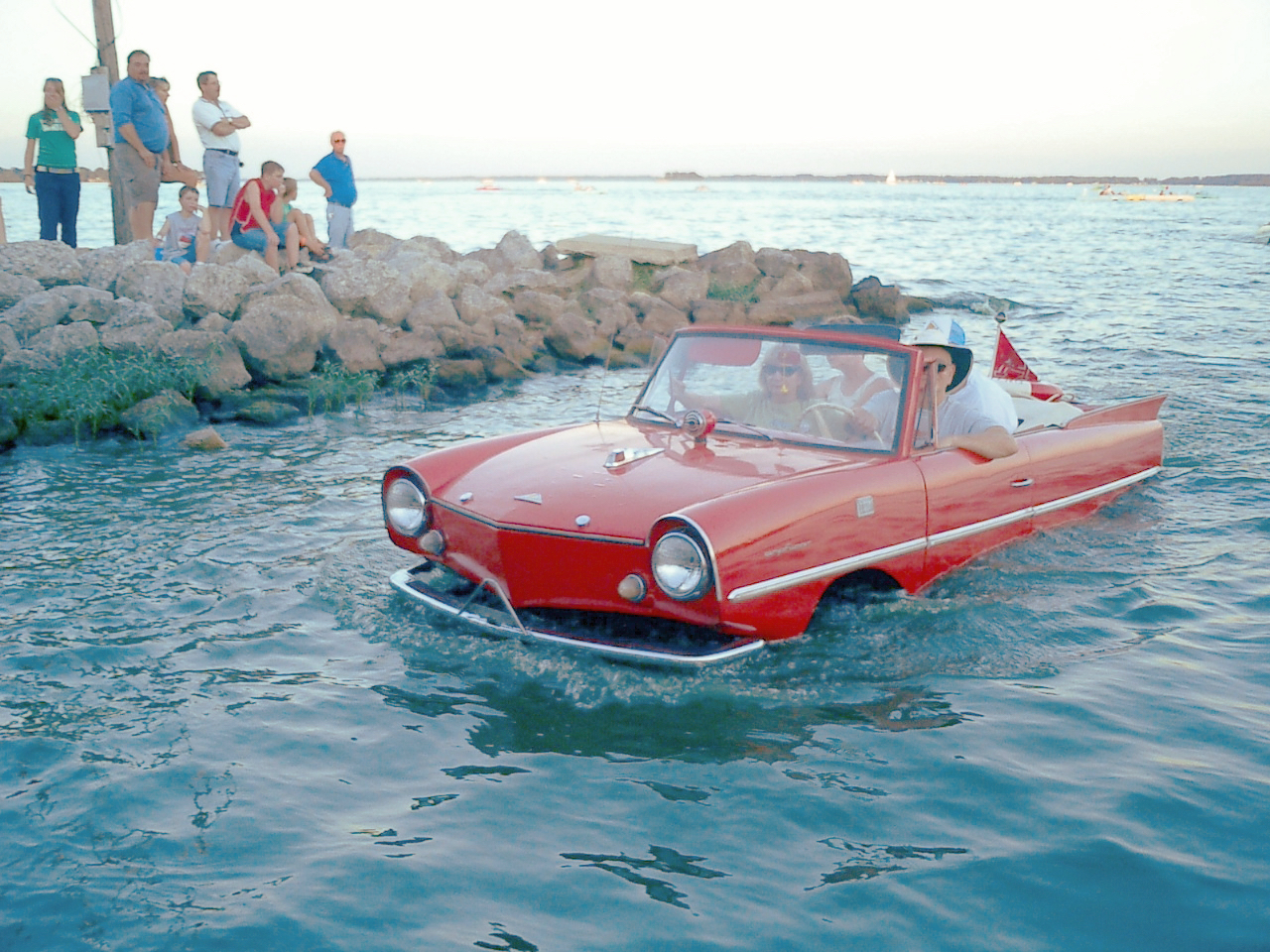
In actie op een Amerikaanse Amphicar-show in 2005